# Montignac (Dordogna)
Montignac è un comune francese di 2 929 abitanti situato nel dipartimento della Dordogna nella regione della Nuova Aquitania, attraversato dal fiume Vézère.
Nei pressi di Montignac si trovano le grotte di Lascaux, uno dei più celebri esempi di arte rupestre preistorica e patrimonio dell'umanità dell'UNESCO.
Nella cittadina francese nacque il pittore Jean Broc.

## Società

### Evoluzione demografica
Abitanti censiti